# Medaka Box
Medaka Box (めだかボックス?, Medaka Bokkusu) è un manga shōnen scritto da NisiOisiN e disegnato da Akira Akatsuki, pubblicato dall'11 maggio 2009 sulla rivista Weekly Shōnen Jump della Shūeisha. In Italia la pubblicazione è iniziata nel maggio 2012 ad opera dalla GP Publishing per i primi 8 volumi, salvo poi passare nelle mani di Edizioni BD, sotto l'etichetta J-Pop, dopo che quest'ultima ha acquisito la precedente casa editrice.
Il manga è stato adattato in una serie televisiva anime trasmessa dal 5 aprile al 21 giugno 2012. Una seconda stagione della serie televisiva è andata in onda dall'11 ottobre al 27 dicembre 2012 con il titolo Medaka Box Abnormal.
La serie è incentrata sulle vicende del consiglio studentesco dell'istituto Hakoniwa, in particolare della presidentessa Medaka Kurokami e del suo fedele amico Zenkichi Hitoyoshi.

## Trama
Medaka Kurokami, neoeletta presidente del consiglio studentesco dell'Accademia Hakoniwa (nonostante sia solo al primo anno), istituisce una scatola dei suggerimenti (che prenderà il nome di Medaka Box), per raccogliere suggerimenti e proposte dagli studenti al fine di migliorare la vita scolastica ma anche richieste d'aiuto di ogni genere, che la ragazza si impegnerà a risolvere 24 ore al giorno, 365 giorni all'anno.
Ad assisterla Zenkichi Hitoyoshi, amico d'infanzia di Medaka e da lei "costretto" a diventare membro del consiglio, come manager degli affari generali. In seguito si uniranno al consiglio Kouki Akune e Mogana Kikaijima.
Il gruppo si ritroverà subito a dover affrontare la minaccia del "Piano Flask", un progetto supervisionato dal preside dell'istituto per studiare studenti dotati di particolari abilità superiori detti "Anormali" e tentare di replicare i loro poteri su larga scala, al fine di creare l'essere umano perfetto. Se andasse a buon fine, il progetto metterebbe in pericolo le vite degli studenti dell'Hakoniwa e per impedire ciò il Consiglio Studentesco si scontra con la Classe 13, composta da Anormali coinvolti nel progetto.

## Personaggi

I personaggi nell'anime. Da sinistra verso destra: Shiranui, Kikaijima, Medaka, Zenkichi e Akune

### Membri del consiglio studentesco
Medaka Kurokami (黒神 めだか?, Kurokami Medaka)
Doppiata da: Aki Toyosaki (ed. giapponese), Gemma Donati (ed. italiana)
Medaka Kurokami è l'eroina e protagonista della serie. Si tratta di una studentessa del primo anno nella classe 13 ed è anche la novantottesima presidentessa del consiglio degli studenti dell'accademia Hokoniwa. È stata eletta dal 98% degli studenti delle scuole superiori. Medaka ha creato la Medaka Box, una cassetta in cui vengono raccolti tutti i suggerimenti e le richieste d'aiuto degli studenti. Medaka ha la particolarità di essere fisicamente perfetta ed ha dedicato la propria esistenza all'amore incondizionato per l'umanità.
Zenkichi Hitoyoshi (人吉 善吉?, Hitoyoshi Zenkichi)
Doppiato da: Yūki Ono (ed. giapponese), Luca Semeraro (ed. italiana)
Zenkichi Hitoyoshi è uno studente del primo anno della Classe 1, ed è anche amico d'infanzia di Medaka, da lei costretto a partecipare al consiglio degli studenti all'inizio della serie. Diventa il riluttante braccio destro di Medaka, spesso incaricato di seguire i casi di cui lei non si può occupare. Zenkichi è anche buon amico della sua compagna di classe, Hansode Shiranui. Il giovane ha la caratteristica di indossare sempre un maglione sotto la propria uniforme, cosa che ha suscitato la derisione di alcuni studenti.
Mogana Kikaijima (喜界島 もがな?, Kikaijima Mogana)
Doppiata da: Ai Kayano (ed. giapponese), Loretta Di Pisa (ed. italiana)
Mogana Kikaijima è una studentessa della classe 11 e diventa la tesoriera del consiglio degli studenti. Fa parte del club di nuoto della scuola ed è una delle migliori nel suo campo. Mogana è ossessionata dal denaro, dotata di un carattere calmo e riflessivo, ma anche di una estrema timidezza. È in grado di sfruttare la propria voce come arma, generando delle onde d'urto.
Kouki Akune (阿久根 高貴?, Akune Kouki)
Doppiato da: Daisuke Namikawa (ed. giapponese), Paolo De Santis (ed. italiana)
Koki Akune è uno studente della classe 11. In precedenza era stato membro del club di judo, ma viene incaricato del compito di segretario del Consiglio degli studenti. Koki è follemente innamorato di Medaka e anche un fan di Elvis Presley, e per questo porta sempre la camicia della divisa aperta fino a metà busto.
Misogi Kumagawa (球磨川 禊?, Kumagawa Misogi)
Doppiato da: Megumi Ogata (ed. giapponese), Letizia Ciampa (ed. italiana)
Misogi Kumagawa è uno studente della classe -13. Lui è il leader del nuovo Consiglio Studentesco creato per contrastare Medaka Kurokami. Misogi è uno dei principali antagonisti di Medaka, ma dopo essere stato sconfitto e rieducato da lei si unisce al Consiglio come vicepresidente. Si definisce un "Perdente Nato".

### Consiglio disciplinare
Harigane Onigase (鬼瀬 針音?, Onigase Harigane)
Doppiata da: Ayuru Ōhashi
Harigane Onigase è una studentessa del primo anno della classe 3. Harigane ha appositamente scelto di studiare presso l'accademia Hokoniwa in modo da diventare un membro della commissione disciplinare della scuola, comunemente conosciuto come "la polizia". Ad Harigane piace mantenere ordine e giustizia.
Myouri Unzen (雲仙 冥利?, Unzen Myouri)
Doppiato da: Romi Park
Myouri Unzen è un bambino prodigio di 10 anni, a capo della commissione disciplinare della scuola. Egli considera gli esseri umani malvagi e non meritevoli di nulla, e quindi vede in Medaka l'opposto di tutto ciò in cui crede. Myouri ha grandi abilità di combattimento ed è anche incredibilmente veloce.

### Club di judo
Nekomi Nabeshima (鍋島 猫美?, Nabeshima Nekomi)
Doppiata da: Minako Kotobuki (ed. giapponese), Ilaria Latini (ed. italiana)
Nekomi Nabeshima studia nella classe 2 ed è l'ex capitano del club di judo. Nekomi è una giovane ragazza sempre sorridente e allegra, ma odia i geni come Koki. È interessata a Zenkichi e tenta di reclutarlo nel club di judo in modo da farlo diventare capitano della squadra.

### Club di kendo
Habataki Hyuga (日向?, Hyuuga Habataki)
Doppiato da: Kazuyuki Okitsu
Habataki Hyuuga è una matricola, esperto nazionale di kendo. È il responsabile del club di kendo dell'Accademia. È naturalmente violento e disprezza le persone che considera deboli.
Mahibi Moji (私の?, Moji Mahibi)
Doppiato da: Katsuyuki Konishi
Mahibi Moji è il leader della banda che si raggruppa nel fatiscente dojo dell'accademia Hokoniwa. Fa parte di quel 2% che non hanno votato per Medaka per l'elezione a presidente del consiglio studentesco.

### Club di atletica
Isagi Isahaya (諫早?, Isahaya Isagi)
Doppiata da: Masumi Asano
Isagi è una studentessa della classe 9 ed membro del club di atletica. È una bella ragazza che però si trasforma quando è gelosa. È diventata il mentore di Aria, anche se ciò non le piace.
Aria Ariake (有明?, Ariake Aria)
Doppiata da: Asuka Ōgame
Aria fa parte della Classe 9 e del club di atletica. Nella prima storia in cui appare, è sotto attacco da parte di altri soci del club tra cui Isagi, ma sarà aiutata da Medaka.
Hansode Shiranui (不知火 半袖?, Shiranui Hansode)
Doppiata da: Emiri Katō
Hansode Shiranui è una studentessa del primo anno nella classe I dell'accademia Hokoniwa, ed è anche la migliore amica di Zenkichi. Hansode è una ragazza molto divertente che tuttavia può essere anche incredibilmente brutale. Trascorre il proprio tempo libero mangiando ed è dotata di un appetito incolmabile.

## Media

### Manga

Logo della serie

Copertina del primo volume dell'edizione italiana (edizione J-Pop), raffigurante Medaka e Zenkichi

La serie manga Medaka Box è stata scritta da Nisio Isin ed illustrata da Akira Akatsuki. Medaka Box è stato serializzato sulla rivista Weekly Shōnen Jump, edita da Shūeisha, dall'11 maggio 2009. La serie si è poi conclusa sul numero doppio 23/24 del 2013 di Shonen Jump, pubblicato il 27 aprile. Al 4 settembre 2013, la Shūeisha ha raccolto i capitoli del manga in ventidue volumi tankōbon.
In Italia il manga è stato pubblicato dal 2012 da GP Publishing nella collana GP Hero fino all'ottavo volume, per poi essere pubblicato da Edizioni BD sotto etichetta GP Manga dopo l'acquisizione di GP Publishing nella collana ICHI dal volume 9 in poi. L'opera ha debuttato in Italia il 10 maggio 2012 per concludersi il 3 luglio 2014.
Dal 27 settembre 2017 al 26 giugno 2019, tramite l'editore Edizioni BD sotto l'etichetta J-Pop, è stata pubblicata una nuova edizione riveduta e corretta, in un formato più fedele alla controparte giapponese e che ripristina sovraccoperta, cover interne dell'albo e commenti degli autori, tutti elementi rimossi nella precedente.

### Anime
Un adattamento anime prodotto da Gainax fu annunciato sul numero 50 del 2011 della rivista Weekly Shōnen Jump. La regia è di Shōji Saeki, mentre le musiche sono a cura di Tatsuya Kato. Durante il Jump Festa 2012 fu proiettato un video promozionale nel quale venne presentato il character design dei personaggi. La trasmissione della serie è iniziata il 5 aprile 2012 su TV Tokyo e il 21 giugno si concluse la prima stagione di 12 episodi. Le sigle sono rispettivamente HAPPY CRAZY BOX cantata da Minami Kuribayashi (apertura) e Ohanabatake ni tsuretette (お花畑に連れてって?) di Aki Toyosaki (chiusura).
Una seconda stagione dell'anime, dal titolo Medaka Box Abnormal (めだかボックス アブノーマル?, Medaka Bokkusu Abunōmaru) e composta da 12 episodi, fu annunciata sul numero 40 del 2012 di Shonen Jump ed andò in onda dal 10 ottobre al 27 dicembre 2012 sempre su TV Tokyo. Le sigle impiegate sono BELIEVE di Minami Kuribayashi (apertura, ep. 1-11), Want to be winner! di Megumi Ogata (apertura, ep. 12) e Shugoshin Paradox di Aki Misato (chiusura).
Sentai Filmworks ha acquisito i diritti sia della prima che della seconda stagione per la distribuzione nel Nord America, mentre in Italia l'anime è inedito.

#### Episodi
Medaka Box
| Nº | Titolo italiano (traduzione letterale) Giapponese 「Kanji」 - Rōmaji                                                                                                   | In onda        | In onda |
| Nº | Titolo italiano (traduzione letterale) Giapponese 「Kanji」 - Rōmaji                                                                                                   | Giapponese     |         |
| 1  | Conquistando il consiglio studentesco! 「生徒会を執行する！」 - Seito-kai o shikkō suru!                                                                               | 5 aprile 2012  |         |
| 2  | Sei tu il colpevole? / Certo, sono io! 「貴様が犯人か？／当然、私だ！」 - Kisama ga han'nin ka? / Tōzen, watashi da!                                                   | 12 aprile 2012 |         |
| 3  | Iniziare una conversazione!! / Come desideri Medaka!! 「余計な真似だよ!!／めだかさんの御心のままにっ!!」 - Yokei na mane da yo!! / Medaka-san no mikokoro no mama ni!! | 19 aprile 2012 |         |
| 4  | Fa la tua scelta!! / Se esprimerai un desiderio 「どっちやねん!!／願いがあるなら」 - Dotchi yanen!! / Negai ga aru nara                                                | 26 aprile 2012 |         |
| 5  | Conquistatevi i fondi! 「勝って得よ！」 - Katte eyo! | 3 maggio 2012  |         |
| 6  | Non mi aspetto che tu capisca 「わかってもらおーなんて思ってないよ」 - Wakatte moraō nante omottenai yo                                                                | 10 maggio 2012 |         |
| 7  | Fa così con tutti? / La mia ispirazione!! 「誰にでもこういうことするの？/勝手でなければ！！」 - Dare ni demo kōiu koto suru no? / Katte de nakereba!!                  | 17 maggio 2012 |         |
| 8  | Distruggerò Medaka Kurokami!! 「黒神めだかは私が潰します！！」 - Kurokami Medaka wa watashi ga tsubushimasu!!                                                          | 24 maggio 2012 |         |
| 9  | Non è giustizia se non esageri! 「やり過ぎなけりゃ正義じゃねえ！」 - Yarisugi nakerya seigi janee!                                                                     | 31 maggio 2012 |         |
| 10 | Non ti perdonerò!! 「私は貴様を許さない！！」 - Watashi wa kisama o yurusanai!!                                                                                        | 7 giugno 2012  |         |
| 11 | Questa è la fine!! 「これで決着だ！！」 - Kore de kecchaku da!! | 14 giugno 2012 |         |
| 12 | Anche se Medaka Kurokami non c'è 「黒神めだかがいなくても」 - Kurokami Medaka ga inakutemo                                                                             | 21 giugno 2012 |         |

Medaka Box Abnormal
| Nº | Titolo italiano (traduzione letterale) Giapponese 「Kanji」 - Rōmaji                                                                       | In onda          | In onda |
| Nº | Titolo italiano (traduzione letterale) Giapponese 「Kanji」 - Rōmaji                                                                       | Giapponese       |         |
| 1  | Normale, Speciale e Anormale 「ノーマルと、スペシャルと、アブノーマル」 - Nōmaru to, Supesharu to, Abunōmaru                               | 11 ottobre 2012  |         |
| 2  | Sorellina, sorellina, sorellina! 「妹・妹・妹だ！」 - Imōto, imōto, imōto da!                                                              | 18 ottobre 2012  |         |
| 3  | Oggi lo distruggerò! 「今日中に叩き潰す！」 - Kyōjū ni tatakitsubusu!                                                                      | 25 ottobre 2012  |         |
| 4  | Il mostro che ho cercato 「俺はお前という化物と」 - Ore wa omae to iu bakemono to                                                          | 1º novembre 2012 |         |
| 5  | Non puoi essere ucciso 「君の命は殺せない」 - Kimi no inochi wa korosenai                                                                  | 8 novembre 2012  |         |
| 6  | Per favore diventa il mio qualcosa 「俺の何かになってくれ」 - Ore no nanika ni natte kure                                                  | 15 novembre 2012 |         |
| 7  | Kurokami Kujira è un bel nome 「黒神くじらという素敵な名前」 - Kurokami kujira to iu sutekina namae                                        | 22 novembre 2012 |         |
| 8  | Non voglio vederti piangere 「泣くところなんて見たくない」 - Naku tokoro nante mitakunai                                                   | 29 novembre 2012 |         |
| 9  | Kurokami Medaka (Rev) 「黒神めだか（改）です」 - Kurokami Medaka (Kai) desu                                                                | 6 dicembre 2012  |         |
| 10 | Per rendere tutti felici 「みんなを幸せにするためには」 - Minna o Shiawase ni suru tame ni wa                                              | 13 dicembre 2012 |         |
| 11 | Questo è tutto ciò che ha scritto! 「これにて一件落着！」 - Kore nite ikkenrakuchaku!                                                      | 20 dicembre 2012 |         |
| 12 | Medaka Box volume extra: Good Loser Kumagawa 「めだかボックス番外編:グッドルーザー球磨川」 - Medaka Bokkusu Bangaihen: Guddo Rūzā Kumagawa | 27 dicembre 2012 |         |

## Accoglienza
La serie ha riscosso un buon successo nelle vendite dei volumi e alla sua conclusione nel 2013 la serie ha raggiunto il totale di 5 milioni di copie vendute.